# Working Girl
Working Girl és una pel·lícula estatunidenca dirigida per Mike Nichols, estrenada el 1988. La pel·lícula inclou una destacada seqüència d'obertura en la qual treballadors es dirigeixen a Manhattan en el Ferry de Staten Island acompanyats per la cançó de Carly Simon, "Let the River Run", per la qual va rebre l'Oscar a la millor cançó. La pel·lícula va ser un èxit de taquilla, amb uns guanys mundials de 103 milions de dòlars.

## Argument
Tess McGill (Melanie Griffith) és una secretària amb la pruïja de formar-se i prosperar en la vida. S'incorpora a una nova empresa com a secretària de Katherine Parker (Sigourney Weaver), una directora molt superficial. Quan aquesta se'n va de vacances, Tess ha d'ocupar-se dels assumptes en curs. Buscant documents en el despatx de Katherine, Tess descobreix que la seva cap està preparant un important pla de negoci basat en un informe que ella havia preparat i que segons li havia manifestat Katherine no tenia cap interès.

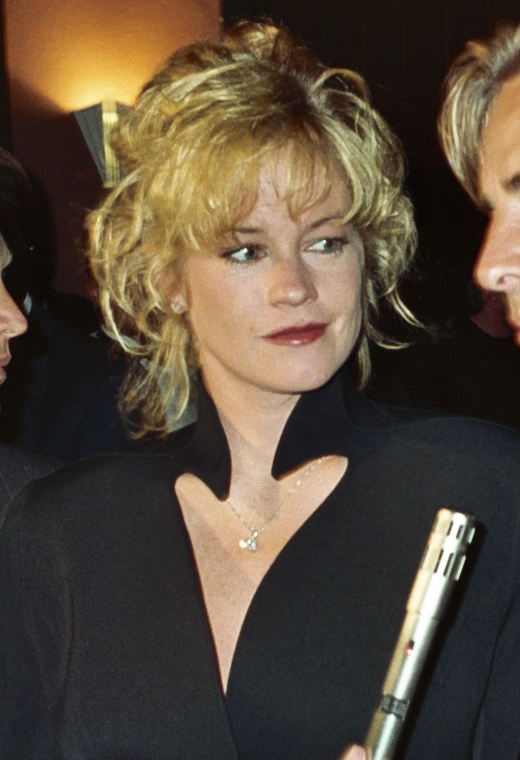
Melanie Griffith interpreta el paper principal de Tess McGill. Foto de 1990.

## Repartiment
- Melanie Griffith: Tess McGill
- Sigourney Weaver: Katharine Parker
- Harrison Ford: Jack Trainer
- Alec Baldwin: Mick Dugan
- Joan Cusack: Cynthia
- Philip Bosco: Oren Trask
- Nora Dunn: Ginny
- Oliver Platt: David Lutz
- James Lally: Turkel
- Kevin Spacey: Bob Speck
- Robert Easton: Armbrister
- Olympia Dukakis: el director de personal
- Amy Aquino: Alice Baxter
- Jeffrey Nordling: Tim Rourke
- Elizabeth Whitcraft: Doreen DiMucci

## Al voltant de la pel·lícula
- El rodatge ha començat el febrer de 1988 i s'ha desenvolupat a Nova York.
- Una sèrie de televisió Working Girl, spin-off de la pel·lícula, va ser dirigida per Matthew Diamond el 1990.
- Abans que els papers no fossin assignats a Sigourney Weaver i Melanie Griffith, la producció va pensar en Michelle Pfeiffer i Meryl Streep per interpretar Tess i Katharine.
- La pel·lícula marca l'inici en el cinema de David Duchovny. Se'l pot veure, amagat en el bany, en la festa d'aniversari de Tess.
- Abans d'actuar a Working Girl , Olympia Dukakis i Amy Aquino havien rodat juntes sota la direcció de Norman Jewison a Moonstruck (1987).
- En la seva primera trobada amb Jack Trainer, Tess McGill li dirà la cèlebre frase "Un cap per als negocis, un cos per al pecat."

## Banda original
- Let the River Run, interpretat per Carly Simon
- I'm So Excited, interpretat per The Pointer Sisters
- The Lady In Red, interpretat per Chris de Burgh
- Straight From the Heart, interpretat per The Gap Band
- St. Thomas, compost per Sonny Rollins
- Isn't It Romantic, compost per Richard Rodgers
- The Man That Got Away, compost per Harold Arlen
- Poor Butterfly, compost per John Golden i Raymond Hubbell

## Anàlisi del film
Working Girl és una de les rares pel·lícules americanes de l'època que tracta de la feina i la carrera professional de les dones Per usurpar un lloc superior al seu, la secretària Tess McGill utilitza nombroses vegades la roba de Katharine Parker, canvia la seva aparença així com la seva manera de parlar.
La pel·lícula descriu d'aquesta manera la importància que la societat dona als codis del vestuari i a l'aparença. Gail Ching-Liang Low utilitza el terme de travestisme cultural per descriure portar roba que no pertany a les seves funcions i al seu rang social

## Premis

### Premis i nominacions
- 1989. Oscar a la millor cançó original per Carly Simon amb "Let the River Run"
- 1989. Globus d'Or a la millor pel·lícula musical o còmica
- 1989. Globus d'Or a la millor actriu musical o còmica per Melanie Griffith
- 1989. Globus d'Or a la millor actriu secundària per Sigourney Weaver
- 1989. Globus d'Or a la millor cançó original per Carly Simon amb "Let the River Run"
- 1990. Grammy millor cançó escrita per pel·lícula o televisió per Carly Simon amb "Let the River Run"

### Nominacions
- 1989. Oscar a la millor pel·lícula
- 1989. Oscar al millor director
- 1989. Oscar a la millor actriu per Melanie Griffith
- 1989. Oscar al millor actor secundari per Joan Cusack
- 1989. Oscar a la millor actriu secundària per Sigourney Weaver
- 1989. Globus d'Or al millor director per Mike Nichols
- 1989. Globus d'Or al millor guió per Kevin Wade
- 1990. BAFTA a la millor actriu secundària per Sigourney Weaver
- 1990. BAFTA a la millor actriu per Melanie Griffith
- 1990. BAFTA a la millor música per Carly Simon